# Ingrid Hönlinger

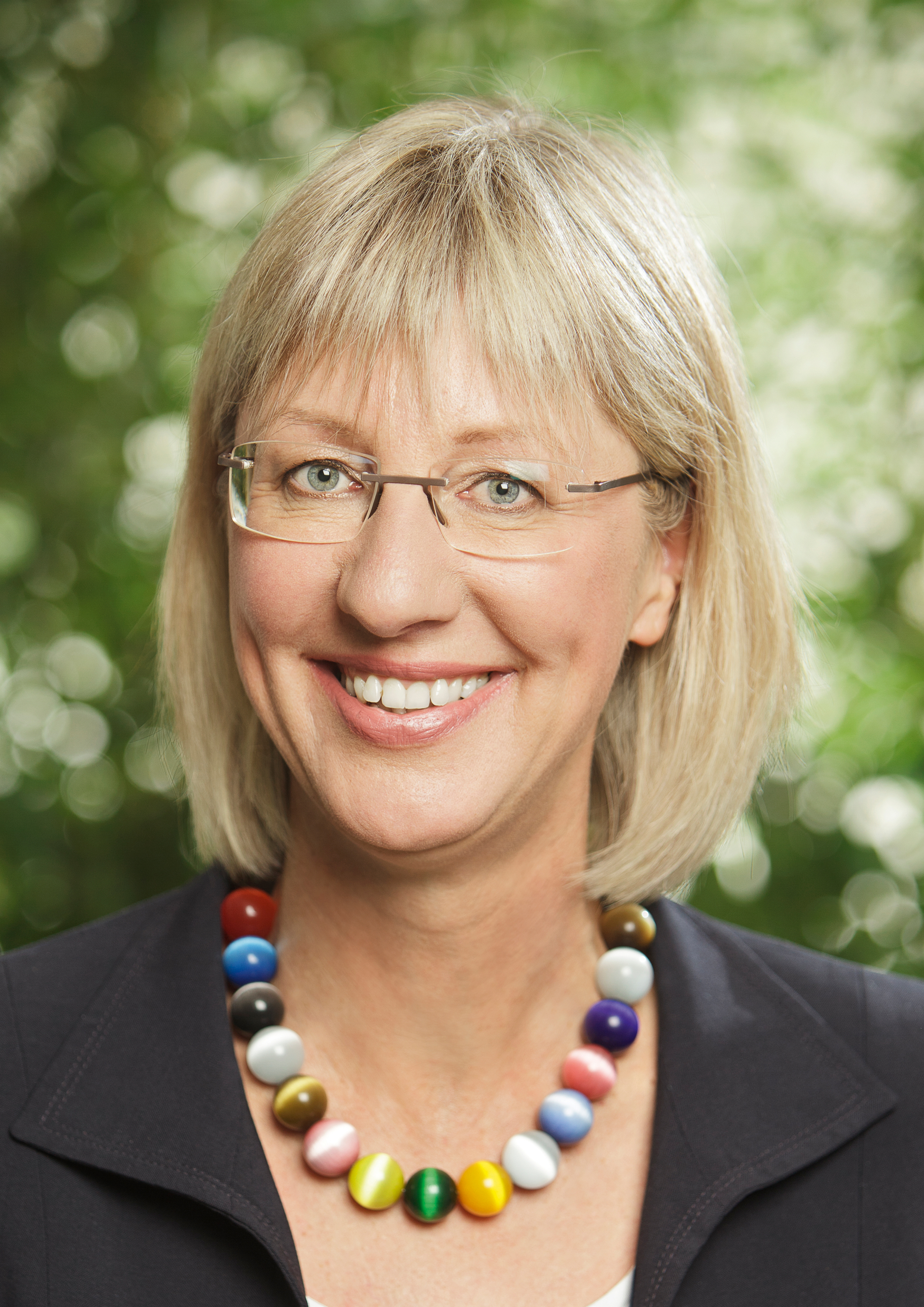
Ingrid Hönlinger (2013)

Ingrid Hönlinger (* 17. August 1964 in Ludwigsburg) ist eine deutsche Politikerin (Bündnis 90/Die Grünen) aus Ludwigsburg. In der 17. Wahlperiode war sie Mitglied des Deutschen Bundestages.

## Ausbildung und Privates
Nach dem Abitur in Ludwigsburg 1983 studierte Hönlinger bis 1989 Rechtswissenschaft an der Universität Passau und der Albert-Ludwigs-Universität Freiburg. Es folgten ein dreijähriges Referendariat am Landgericht Heilbronn und Praktika in London, Straßburg und Brüssel. Seit 1992 ist sie selbstständige Rechtsanwältin, seit 2001 hat sie eine eigene Kanzlei.
Hönlinger war verheiratet mit Siegfried Rapp.

## Politische Karriere
Hönlinger ist seit 2005 Mitglied bei Bündnis 90/Die Grünen. Bei der Bundestagswahl 2009 trat sie im Wahlkreis Ludwigsburg an. Sie erhielt 15,6 % der Erststimmen und zog über Listenplatz 9 in den Bundestag ein. Ihre Schwerpunkte waren Demokratie, Rechtspolitik, Menschenrechte und Lateinamerika.
Im Bundestag hatte sie folgende Aufgabenbereiche:
Sprecherin für Demokratiepolitik, stellv. politische Koordinatorin des Arbeitskreises 3 der Bundestagsfraktion BÜNDNIS 90/DIE GRÜNEN, Mitglied und Obfrau im Rechtsausschuss, stellv. Mitglied im Ausschuss für Menschenrechte und humanitäre Hilfe, stellv. Mitglied im Innenausschuss, stellv. Mitglied im Ausschuss für Wahlprüfung, Mitglied im Unterausschuss Europarecht, Vorsitzende der deutsch-südamerikanischen Parlamentariergruppe, stellv. Vorsitzende der deutsch-spanischen Parlamentariergruppe, Mitglied in der deutsch-brasilianischen Parlamentariergruppe, Mitglied in der deutsch-mexikanischen und deutsch-mittelamerikanischen Parlamentariergruppe.
2014 hat die argentinische Präsidentin, Cristina Fernández de Kirchner, ihr den „Orden de Mayo“ verliehen. Der Maiorden ist eine Auszeichnung, die 1946 geschaffen wurde. Die Argentinische Republik verleiht ihn an Menschen, die mit ihren Anstrengungen zum Fortschritt, zum Wohlergehen, zur Kultur und zum guten Verständnis sowie zur internationalen Solidarität beitragen. Er verdankt seinen Namen der Mai-Revolution von 1810. Großmeister/in des Ordens ist der Staatspräsident bzw. die Staatspräsidentin.
2016 wurde sie von den Grünen Mitgliedern beinahe einstimmig gewählt, um 2017 wieder für den Bundestag zu kandidieren.

## Mitgliedschaften
Hönlinger ist Vorsitzende von RechtGrün – Verein für grüne und grünnahe JuristInnen sowie Vorstandsmitglied im Förderverein Zentrale Stelle. Sie ist Mitglied bei Amnesty International, Mehr Demokratie, Netzwerk Integration, Arbeitskreis Asyl Baden-Württemberg, BUND, ADFC, VCD und der Europa-Union Parlamentariergruppe Deutscher Bundestag.